# Francesco Noletti
Pour les articles homonymes, voir Noletti.
Francesco Noletti, ou encore Francesco Fieravino dit Il Maltese, né vers 1611 probablement à La Valette et mort en 1654 à Rome, est un peintre italien.

## Biographie
Les œuvres de Francesco Noletti, surnommé il Maltese en raison de son origine Maltaise, ont longtemps été attribuées sous le nom de Francesco Fieravino jusqu'à la découverte de son identité véritable au début des années 2000. Spécialiste des natures mortes avec tapis et tentures, Noletti s'est installé à Rome, probablement entre 1636 et 1640, où il meurt en 1654.

## Œuvres dans les collections publiques
- Nature morte. Vase, tapis et fleurs, huile sur toile, 70 × 93 cm, musée d'art et d'histoire de Saint-Brieuc, dépôt du Musée du Louvre (MI 1297, Louvre, département des peintures, coll. La Caze.
- Nature morte au tapis, huile sur toile, 55 × 72,5 cm, musée des beaux-arts de Carcassonne.
- Nature morte aux jasmins, huile sur toile, 95,5 x 130 cm, Avignon, musée Calvet
- Nature morte au miroir, huile sur toile, 95,3 x 122,5 cm, Avignon, musée Calvet

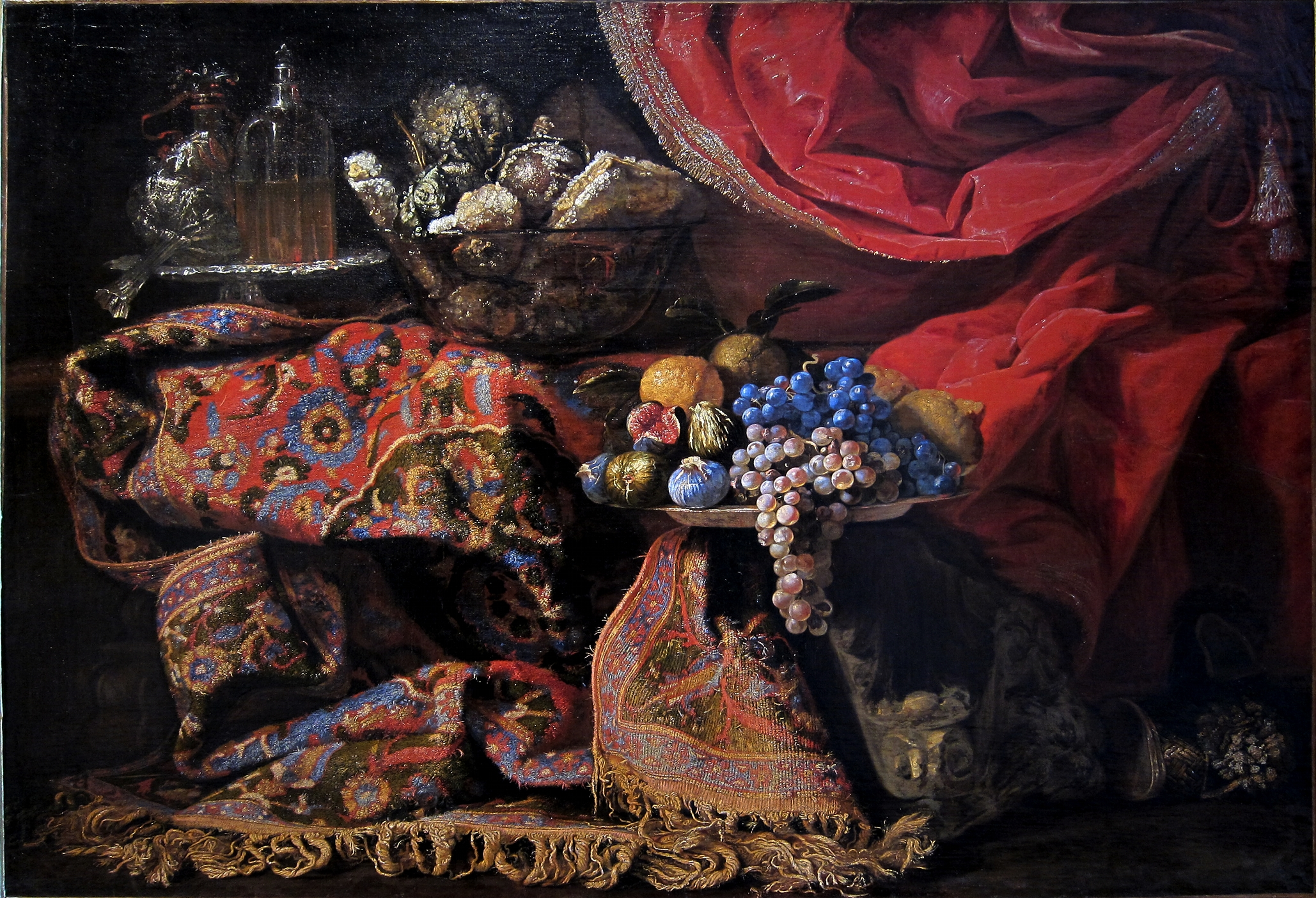
Nature morte au tapis d'orient et à la tenture au Musée Fesch d'Ajaccio.
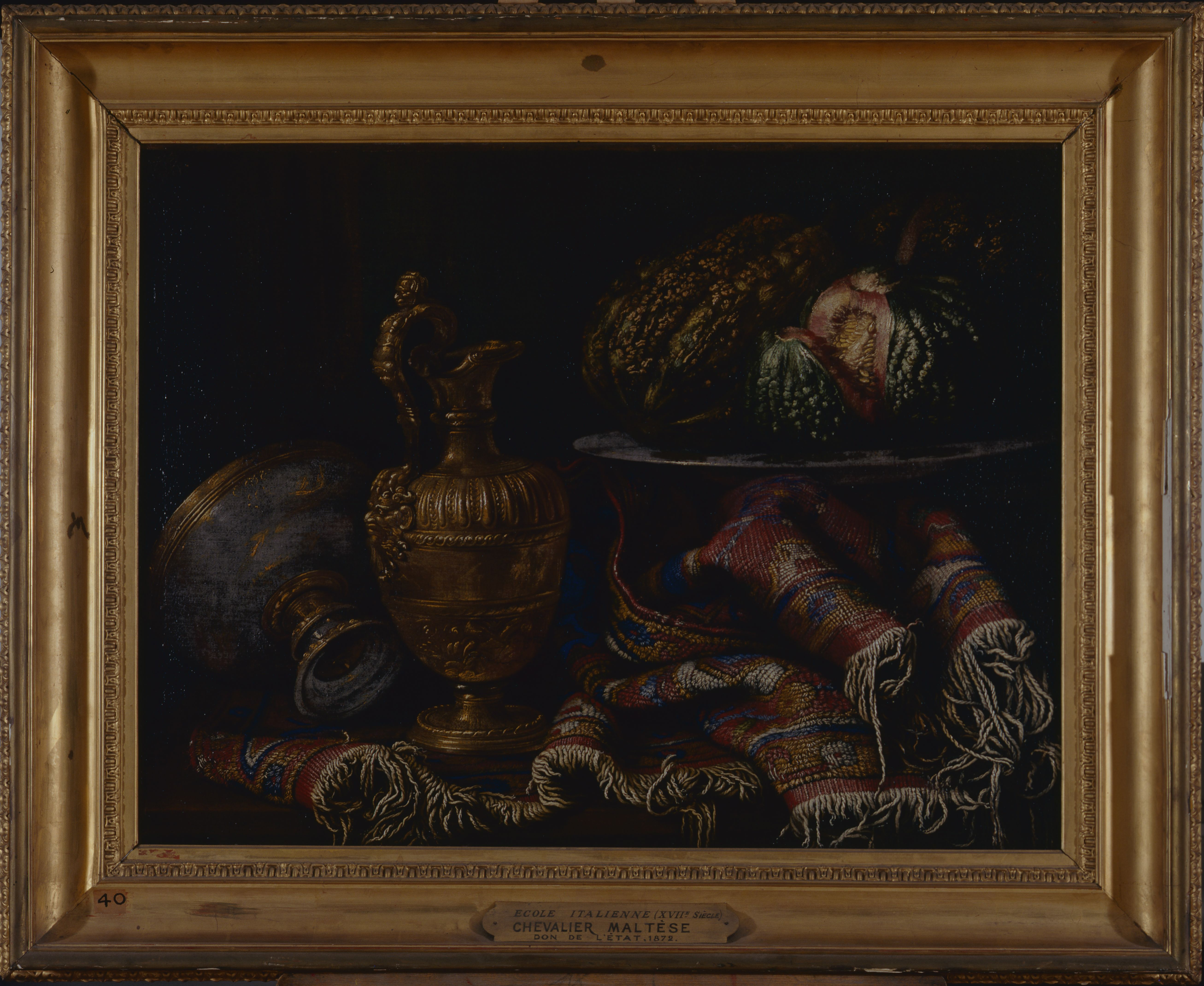
Nature morte. Vase, tapis et fleurs, musée d'art et d'histoire de Saint-Brieuc
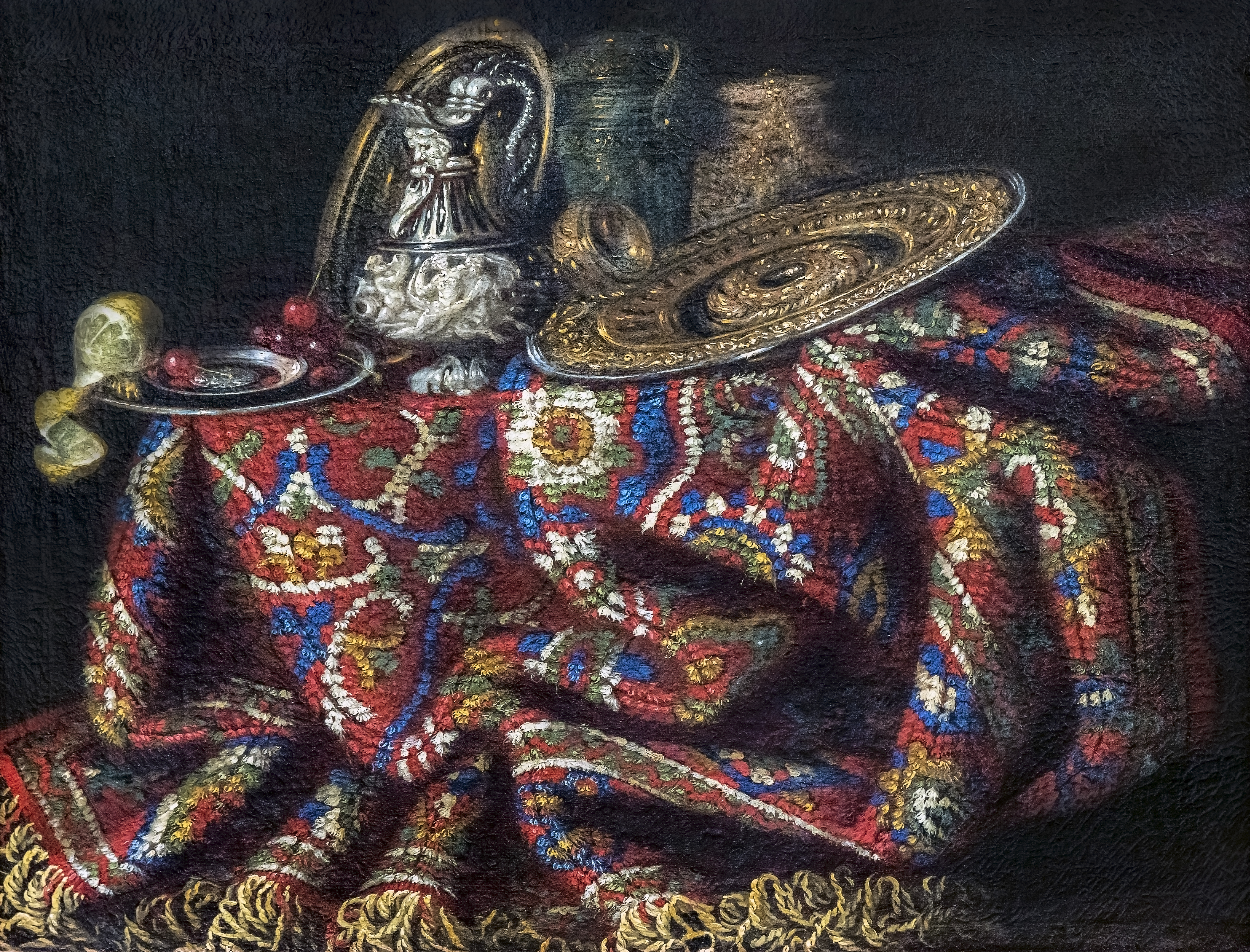
Nature morte au tapis, Musée des Beaux-Arts de Carcassonne
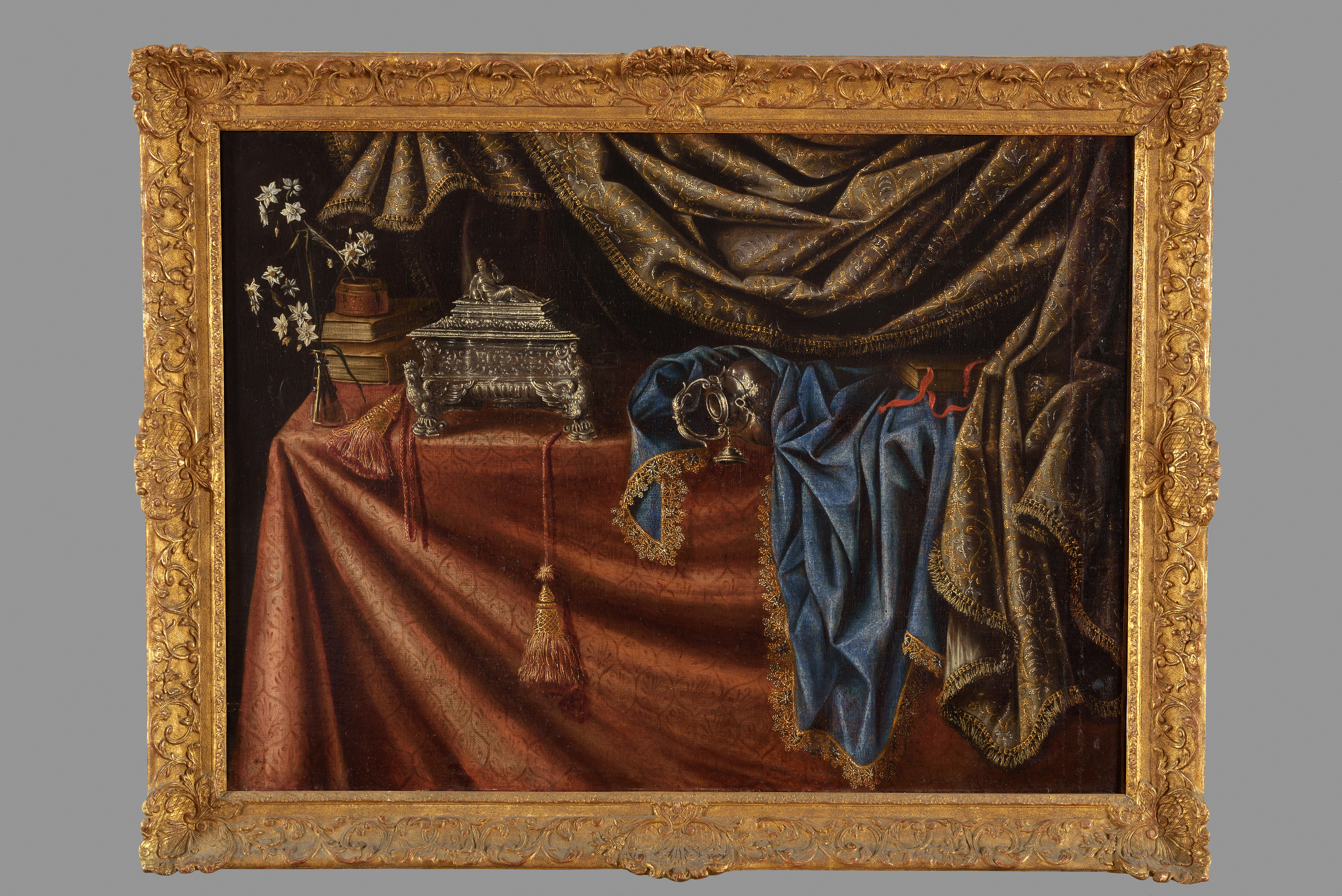
Nature morte aux jasmins, Avignon, musée Calvet
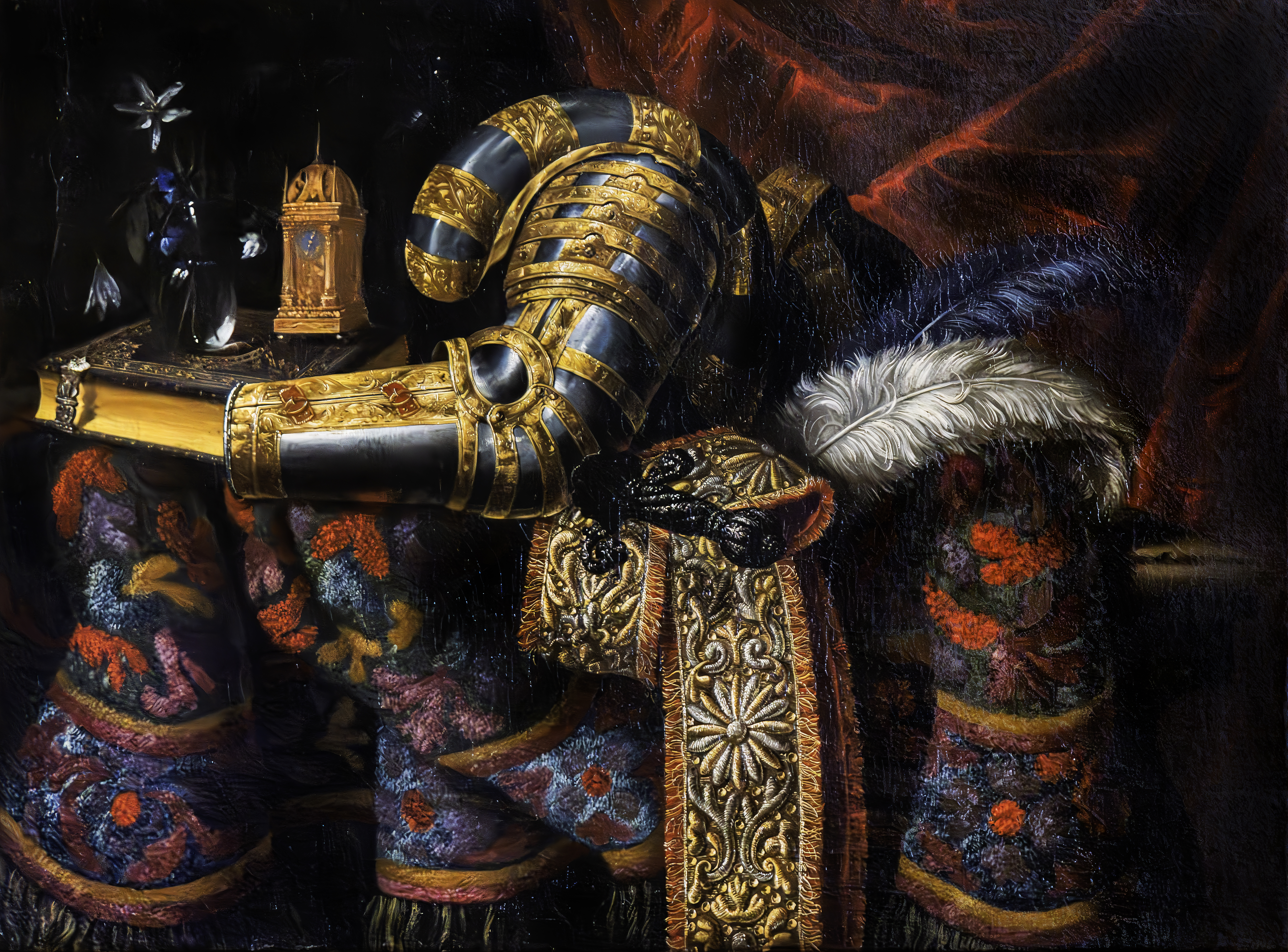
Nature morte avec armure musée Correr à Venise